# Menisk (fysik)

streckade linjen anger botten på en konkav menisk (A) resp. toppen på en konvex menisk (B)

Menisk är en vätskas inåt- eller utåtbuktande yta i ett rör eller annan behållare. Huruvida vätskeytan är inåtbuktande (konkav) eller utåtbuktande (konvex) gentemot luften/gasen påverkas av förhållandet mellan vätskans inbördes kohesion och vätskans adhesion till behållarens ytor . Till exempel har vatten i glasrör en konkav menisk medan kvicksilver i samma behållare har en konvex menisk.
Mätflaskor i synnerhet, samt mätcylindrar, byretter, osv. kan vara kalibrerade att avläsa vätskenivån antingen vid meniskens botten (för konkava vätskeytor som vatten) eller vid meniskens topp (för konvexa vätskeytor som kvicksilver). Betraktarens öga bör alltså vara i höjd med vätskenivån och avläsa nivån vid menisken (se bilderna).

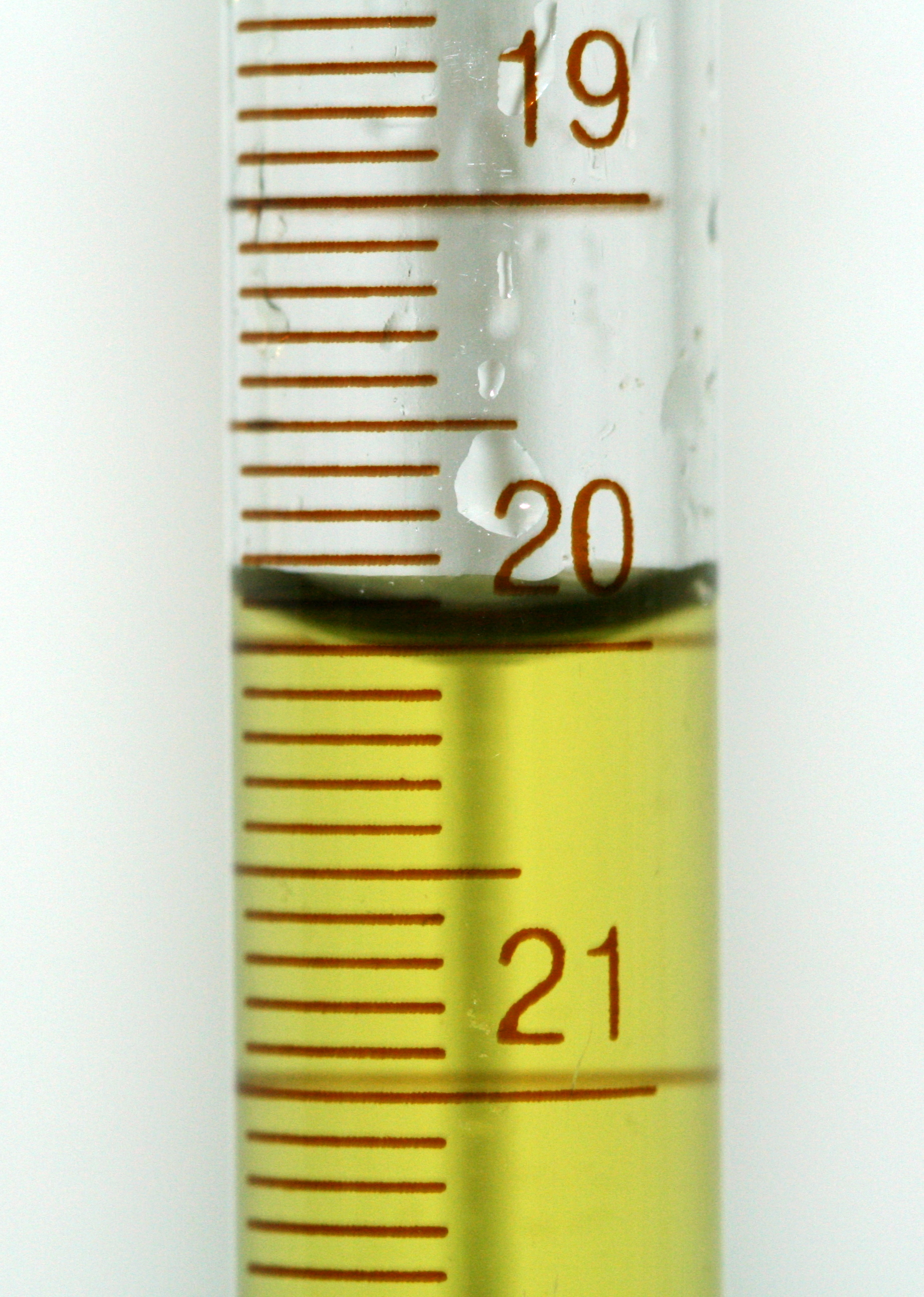
Färgat vatten formar konkav menisk i byrett (vätskenivån på bilden = 20,0 ml).
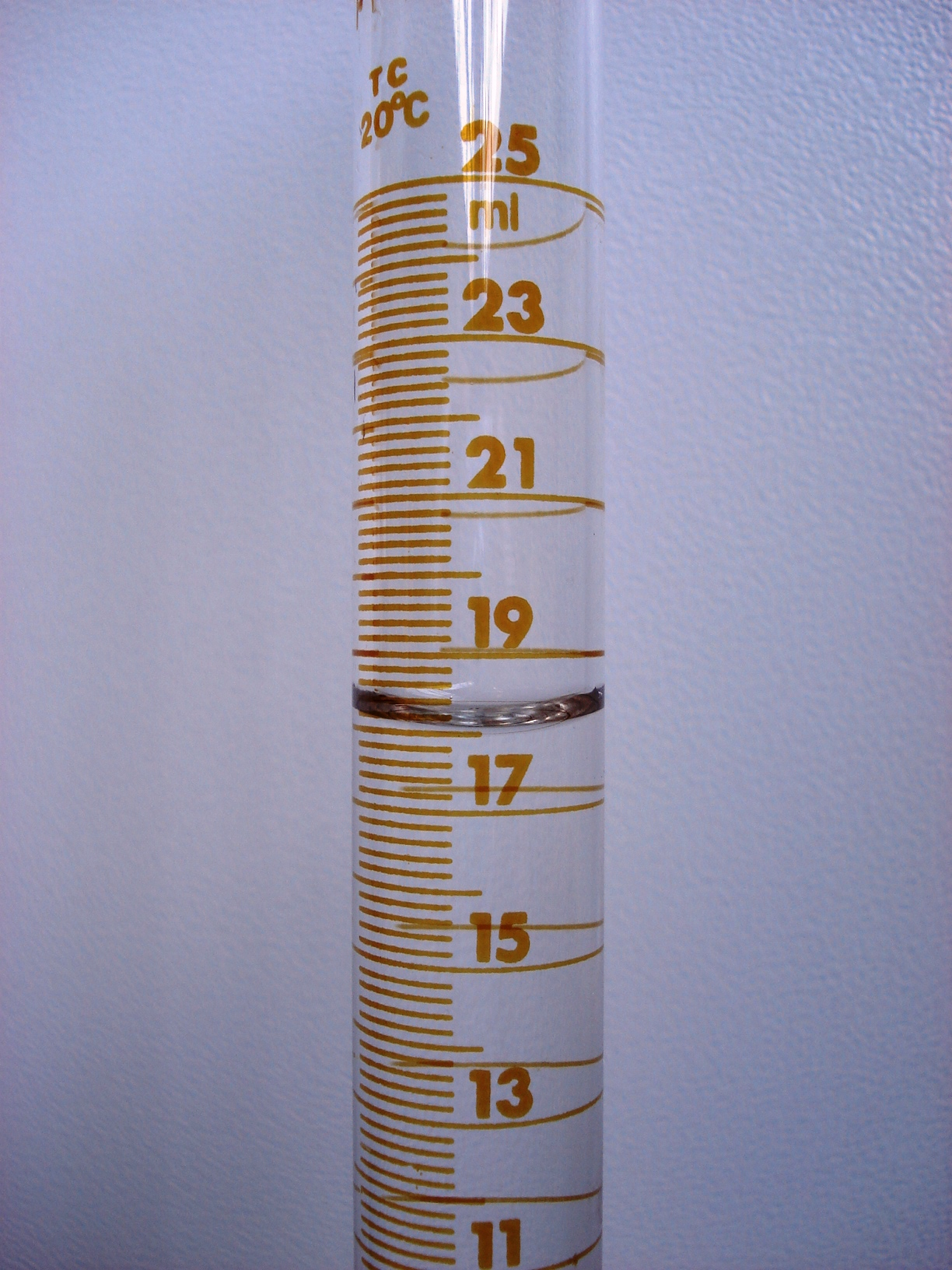
konkav menisk i mätcylinder avläses till 18,0 ml
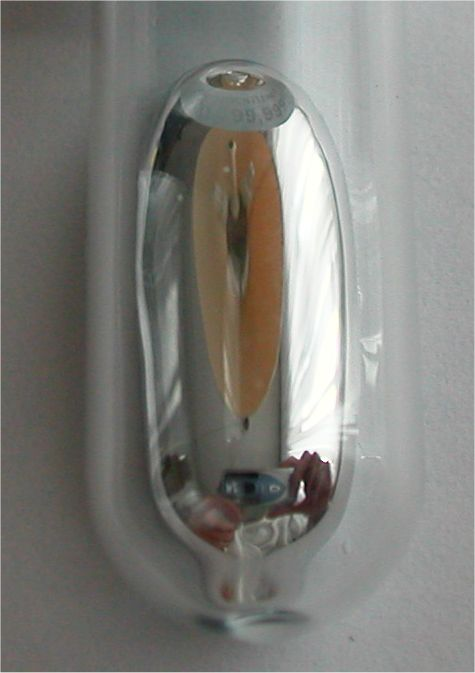
kvicksilver i glasrör formar konvex menisk

## Fotnoter
1. ↑  Atkins, P.W.: ”Physical Chemistry, 6th Edition”, Oxford University Press, 1998, sid. 158.